# Bernard Minet
Pour les articles homonymes, voir Minet.
Bernard Minet , de son vrai nom Bernard Wantier , né le 28 décembre 1953 à Hénin-Beaumont (Pas-de-Calais), est un musicien, comédien et chanteur français. Il s'est fait connaître avec le groupe Les Musclés ainsi que par son interprétation de nombreux génériques de dessins animés diffusés dans le Club Dorothée.

## Biographie

### Débuts
Bernard Minet commence sa carrière en 1969 sur les scènes des bals du Nord. Il arrive à Paris dès l'année suivante, où il intègre différents groupes. Il se retrouve ainsi à animer les soirées du dancing « Mimi Pinson » sur les Champs-Élysées en 1974. Cette année-là il reçoit également le premier prix de percussion au Conservatoire National de Région de Boulogne-Billancourt (actuel CRR).
Dans les années suivantes, il multiplie les collaborations, avec par exemple Charles Aznavour, Sheila, Alain Chamfort ou Thierry Le Luron. Il enregistre notamment deux 45 tours au sein de deux groupes : Whap T. Lee Whap (de Rive Gauche, 1979) et C'est toujours pareil au soleil (de Shaker, 1982) qu'il coécrit. Il travaille avec Dorothée à partir de 1983 ainsi qu'avec Richard Clayderman. Cette dernière collaboration lui donne envie de travailler avec des synthétiseurs. C'est ainsi qu'il réalise sous son vrai nom plusieurs titres sur plusieurs compilations produites par Ed Starink en 1990 et 1991. À cette période il produit également le titre Il suffit d'un ou deux excités, un remix des voix de Thierry Roland et de Jean-Michel Larqué.

### Les Musclés et la collaboration avec Dorothée
À partir de 1987 Bernard Minet est présent à la télévision chaque mercredi après-midi dans le Club Dorothée sur TF1 au sein des Musclés. Ce groupe dans lequel il officie comme batteur et chanteur accompagne Dorothée en concert du Zénith 88 jusqu'à Bercy 96. Néanmoins Minet participe également au Zénith 86 de la chanteuse avant la formation des "Musclés". D'ailleurs sa collaboration avec le groupe AB (producteur du Club Dorothée) est déjà importante depuis 1985 quand il enregistre les génériques des Biskitts puis de Go Gobots qu'il enregistre anonymement avec une voix parfois déformée (pour Les Biskitts ou Je veux être un Bisounours notamment). Il signe également des reprises de génériques pour des compilations éditées par AB (dont Jayce et les Conquérants de la lumière). En 1987 il enregistre Goldorak go pour la diffusion du dessin animé Goldorak dans le Club Dorothée sous le pseudonyme de Minek, ainsi que SilverHawks, attribué aux Musclés.
À partir de 1988, sa carrière de chanteur est officiellement lancée et se voit crédité sur ses disques en solo. L'essentiel de sa production est d'abord constituée de génériques de dessins animés diffusés dans le Club Dorothée : Juliette je t'aime, Jeu, set et match, Les attaquantes, Giraya, Le Collège fou, fou, fou, etc. Il connaît ses principaux succès avec Bioman (no 9 au Top 50 en mai 1988), Dis-moi Bioman (no 11 au Top 50 en mars 1989) puis Les Chevaliers du Zodiaque (1989). Il interprète généralement ces chansons dans les tenues des personnages, notamment sur les scènes du Zénith de Paris et de Bercy lors des tournées de Dorothée en 1988 et 1990, ce qui lui vaut d'être parodié sur un aspect purement et facilement mercantile et abêtissant pour les enfants de ces chansons, dans un sketch de la "Télé des Inconnus" par Didier Bourdon en personne.
À partir de 1989, la carrière des "Musclés" prend une nouvelle tournure quand sort leur premier album accompagné d'un 45 tours La fête au village vendu à 850 000 exemplaires (numéro 2 au Top 50 en France).
En plus des tournées de Dorothée, le groupe se produit seul sur la scène de L'Olympia en décembre 1990 et enchaîne les succès en simples (Moi j'aime les filles, Merguez Party, Le Père-Noël des Musclés, La Musclada, Petite Maman Noël, Le rap des Musclés, etc).
À partir de décembre 1989 TF1 diffuse la sitcom Salut Les Musclés produite par AB Productions, dans laquelle les membres du groupe interprètent cinq séducteurs responsables de Justine (Camille Raymond), la nièce de l'un d'eux. Le rôle de Minet se distingue particulièrement comme étant le souffre-douleur de Valériane de La Motte Piquet, sa fiancée hystérique à la gifle facile. Ce rôle du « faible », du « sentimental », du « petit » lui est alors toujours associé, que ce soit dans les albums du groupe ou leurs prestations avec Dorothée.
Après cinq ans de succès et 264 épisodes, la série se transforme en 1995 en une nouvelle sitcom, toujours avec "Les Musclés", et intitulée La Croisière foll'amour.
En 1990, l'auteur-producteur Jean-Luc Azoulay écrit à Bernard Minet la chanson Hey, jolie petite fille, son premier titre n'étant pas un générique de dessin animé. L'album Jolies petites filles sort dans la foulée. De 1992 à 1995, Jean-Luc Azoulay lui écrit plusieurs titres sur des thèmes humanitaires ou écologistes, tels que Changer tout ça (no 10 au TOP 50), Tout l'amour du monde, Petit tambour, Toi, l'avenir du monde, Il y avait où La petite fille de Sarajevo. Ces titres, accompagnés de génériques, sont présents sur deux albums du même nom, en 1992 et 1994.
À cette époque là, il continue d'enregistrer les génériques de plusieurs dessin-animés du Club Dorothée comme Ranma 1/2, Sailor Moon où L'école des champions.
En 1995, la suite de Salut Les Musclés !, La Croisière foll'amour, est diffusée dans le Club Dorothée pendant 3 ans et 159 épisodes. L'année suivante, Bernard Minet enregistre l'album Bernard Minet chante pour les petits et les gentils, constitué de chansons traditionnelles mais aussi plusieurs titres d'un album consacré à Dragon Ball Z avec Ariane Carletti.

### L'aprèsClub Dorothée
(novembre 2019).
Après la fin du Club Dorothée, en 1997, Bernard Minet se fait plus rare, même s'il enregistre encore quelques génériques et reprises pour la compilation Génération Manga (Dragon Ball GT et Pokémon). Il commence à se produire dans des discothèques pour y interpréter ses anciens tubes, lors de fêtes populaires, de festivals, ou de conventions de fans.
En 2002 sort la compilation Génération Bioman, dans laquelle Minet réinterprète ses génériques les plus connus.
À l'occasion de la sortie de cette compilation, TF1 lui consacre un reportage de l'émission Confessions intimes du 6 mai 2002. Plusieurs années plus tard, dans sa biographie, le chanteur révélera qu'il n'avait pas apprécié que certains de ses propos y aient été détournés de leur sens.
Minet réintègre Les Musclés en 2007 quand ces derniers reforment le groupe à l'occasion de la sortie de la compilation The retour, avec le single Nicolas et Ségolène.
Le 18 décembre 2010, il fait partie de la programmation du concert de Dorothée à Bercy lors du Bercy 2010. Il interprète avec elle la chanson Tourterelle ainsi que ses plus grands succès en solo et avec Les Musclés.
Début 2014, Bernard Minet apparaît en tant qu'invité dans le clip Space Invaders de Despera le Zombie dont il chante le refrain.
Le 15 juin, il apparaît dans la saison 6 de la série Les Mystères de l'amour où il joue son propre rôle.
En février 2015, Bernard Minet publie son autobiographie intitulée Ma vie de folie aux Éditions Mareuil, dans laquelle il revient sur son parcours professionnel et ses années chez AB Productions avec Dorothée et Les Musclés. La sortie de cet ouvrage lui vaut de nombreuses invitations sur les plateaux télé.
Le 16 avril 2016, il monte sur la scène du Grand Rex, à Paris, pour la soirée Animé Nostalgie, un gala où se retrouvent bon nombre d'interprètes français de génériques de dessins animés, chantant tous en direct et avec orchestre.
Toujours en 2016, Minet redevient acteur le temps d'un court-métrage, "Jeunesse", de Shanti Masud. Ce film de 29 minutes a été projeté, entre autres, lors du 25ème Festival Côté Court, au 36ème Festival International du Film d'Amiens, ou encore pour le 39ème Festival International du Court-métrage de Clermont-Ferrand. Il est diffusé sur France 2, le 30 octobre 2017, dans le cadre d'"Histoires courtes".
Le 27 février 2017, Minet entre en studio pour y enregistrer un nouvel album intitulé Aujourd'hui, contenant des chansons originales (Youpi cosplay, Les héros sont comme ça, On avait dit, Happy mouth noise) dont une en hommage à Dorothée (Hommage au Club Dorothée), un générique inédit en CD (Dragon Ball et Dragon Ball Z) et trois génériques en reprise jazz. Minet veut ainsi marquer le coup, car 2017 est l'année des trente ans du début du Club Dorothée (début septembre 1987) et des vingt ans de la fin de l'émission (fin août '97). Dès juin 2017, lors de divers passages sur scène, on peut entendre des extraits du titre nommé "Hommage au Club Dorothée". La chanson est lancée officiellement sur Youtube le 1er septembre 2017 . Minet la chante ensuite sur scène dans son intégralité lors de divers évènements auxquels il est invité, notamment lors de la première édition de la convention "World of Geek", à Mouscron (Belgique), le 19 mai 2018. Quant aux reprises des titres Bioman, Capitaine Flam et Les Chevaliers du Zodiaque en version intimiste (jazz-trio basse/batterie/piano), il s'est entouré de ses amis musiciens Gérard Salesses et Richard "Bob" Lornac. Ce dernier est au piano, tandis que Minet est à la batterie.
Un coffret best of 3 CD intitulé Bernard Minet : L'essentiel paraît en octobre 2018, chez Universal Music. Le disque n°3 contient les reprises jazzy de l'album Aujourd'hui.
En 2020, il sort un nouvel album, chez Universal, dans lequel il reprend une partie de ses génériques réorchestrés en version métal. Cette idée lui a été suggérée par la maison de disques à la suite de la réussite des versions jazzy de l'album précédent (Aujourd'hui). Idée qui lui a beaucoup plu, car l’intérêt de Bernard Minet pour le hard rock existe depuis longtemps. D'ailleurs, à 15 ans, il avait déjà joué dans un groupe hard rock d'Angers nommé Magpye. En 2005/2006, Minet avait déjà esquissé ce projet "métal", en reprenant en live sur scène (le Bernard Minet Live Band, formé avec le groupe français Les Cowboys de l'Enfer) ses génériques classiques. Cette fois-ci, il ne s'agit pas d'un concert ponctuel, mais d'un vrai projet avec tournée, promotion télévisée et support CD. Ainsi, Minet reprend le chemin des studios pour y enregistrer une nouvelle fois ses titres, ainsi que d'autres. Pour la partie musique, il s'est entouré de musiciens issus du groupe français Heart Attack. Ensemble, il se baptisent du nom Bernard Minet Metal Band et donnent plusieurs concerts (Limoges le 21 décembre, Colmar le 8 février, Toulouse le 14 mars, Durbuy (B) le 17 avril...). Le 5 février un extrait de l'album (Les Chevaliers du Zodiaque) paraît sur Youtube. La grande première a lieu le jeudi 13 février, au Nouveau Casino, à Paris, juste avant la sortie dans le commerce le lendemain, 14 février.
Il a deux fils et deux petites filles.
Le 4 mars 2021 il crée sa page officielle Instagram et annonce une collaboration avec des musiciens montpelliérains pour le remplacement du groupe Heart Attack dans la formation de Bernard Minet Metal Band. Bryan Tronquet à la batterie, Guillaume Seutin à la guitare et Aubert Greg à la basse.

## Discographie

### En tant que musicien
- 1975 : Jean-Luc Attard : J'aime les tours de béton (A) // Innocents (B)

- 1978 : Peter Brain & Brain Trick : E.E.G. [Minet à la batterie sur toutes les pistes de l'album]
- 1979 : Hydravion : Stratos airlines [Minet apparaît en guest à la batterie sur certains morceaux de l'album]

- 1979 : Anny Duperey et Bernard Giraudeau : Attention fragile (Bande originale de la comédie musicale "Attention Fragile") [Minet joue la batterie, percussions et glockenspiel]

- 1981 : New Paradise : La fête [batteur]

- 1982 : Five Letters : plusieurs 45T [Minet est entré dans le groupe après le succès "Ma Keen dawn"]
- 1982 : Action Minet : Hello drummy girl (A) // Morse action (B) [démonstration de batterie et de sons]

- 1990 : Compilation : Synthétiseur 5 - Les Plus Grands Thèmes Classiques : 8 titres

- 1991 : Compilation : Synthesizer Greatest - The Classical Masterpieces 2
- 1991 : Gothica : Carmina Burana [synthétiseur]

### Les débuts de chanteur
- 1979 : Rive Gauche : Whap T. Lee Whap (A) // Squeeze me (B)

- 1980 : Macadam : C'est l'enfer (A) // Nil (B)
- 1980 : Macadam : Love Potion

- 1980 : Macadam : Album (33T) de 10 titres

- 1982 : Shaker : C'est toujours pareil au soleil (A) // C'est toujours pareil au soleil - instrumental (B)

### En tant qu'auteur, compositeur ou producteur
Essentiellement des disques 45T 
- 1983 : Eric Fendry [12] - Comme ça vient (A) // Comme ça vient instrumental (B) [sorti aussi en Maxi 45T]

- 1983 : New Paradise and Tiffany - Get dancing it's a medley (part I) (A) // Get dancing it's a medley (part II) (B) [Medley de célèbres titres disco, réinterprétés par un trio féminin, et agrémentés du titre "Remember disco time" créé spécialement pour l'ouverture (face A) et la fermeture (face B) du 45T.]

- 1983 : Phil Funk & Tiffany - Saint-Tropez Saint-Tropez (bande originale du film "Les Branchés à Saint-Tropez") [Phil Funk étant un pseudonyme de Phil Barney]

- 1987 : Philippe Castelli - Toutes, je les veux toutes [on retrouve Minet dans les chœurs]
- 1989 : New Paradise - Get dancing it's a medley (remix) [version remixée du disque de 1983]

- 1990 : Mixbrothers - Ils vont tirer très fort [avec les voix d'Intervilles]
- 1990 : Footbrothers - Il suffit d'un ou deux excités [avec les voix de Thierry Roland et Jean-Michel Larqué]

- 1991 : Footbrothers - Allez l'O.M. !

- 1991 : Les Copin's - Danse le pin's[13]

### Albums en solo
- 2002 : Génération Bioman (AB Droits Audiovisuels, Sony Music)
- 2018 : Aujourd'hui (TGS Prod, BMO, Escene Music)
- 2018 : L’essentiel (compilation 3CD) (AB Droits Audiovisuels, MCA, Universal)

### Albums avec Les Musclés
- 1989 : La fête au village (AB Hit, PolyGram)
- 1990 : Vive la France (album) (AB Disques, PolyGram)
- 1991 : Les Musclés (1991) (AB Disques, PolyGram)
- 1992 : Les Musclés 92 (AB Disques, PolyGram)
- 1993 : Les Musclés (AB Disques, PolyGram)
- 1994 : La Plaine Saint-Denis (AB Disques, PolyGram)
- 1995 : La Bombe atomique (AB Disques, PolyGram)
- 1996 : Faites la fête avec Les Musclés [compilation] (AB Disques, EMI)
- 2007 : The Retour [compilation] (JLA Productions, Universal)
- 2018 : L'essentiel (compilation 3CD) (AB Droits Audiovisuels, MCA, Universal)

### Singles principaux
- 1987 : Bioman
- 1987 : Robotech
- 1988 : Dis-moi Bioman
- 1988 : Le Noël de Bioman
- 1988 : Les Chevaliers du Zodiaque
- 1989 : Juliette je t'aime
- 1990 : La Chanson des chevaliers
- 1990 : Hey! Jolie petite fille
- 1991 : Winspector
- 1992 : Changer tout ça (avec les Petits Chanteurs d'Asnières)
- 1993 : Petit tambour
- 1993 : Laissez-les vivre
- 1993 : Tout l'amour du monde
- 1994 : Toi l'avenir du monde
- 1995 : La Petite Fille de Sarajevo
- 1995 : Il y avait
- 1995 : Dragon Ball et Dragon Ball Z
- 1996 : Sailor Moon
- 2017 : Hommage au Club Dorothée
- 2020 : Les Chevaliers du Zodiaque (version Metal Band)

### Génériques
- Adrien le sauveur du monde
- Les Attaquantes
- Appelle le petit Poney
- À l'assaut
- Bioman
- Bioman 2 Maskman (Dis-moi Bioman, avec Sandrine et Stéphanie)
- Bioman 3 Liveman (Bioman est de retour)
- Bioman notre espoir
- Bioman Bioman
- Biskitts
- Capitaine Sheider
- Capitaine Flam (deuxième générique)
- Les Bisounours (Je veux être un Bisounours)
- Les Chevaliers du Zodiaque (Les Chevaliers du Zodiaque, crédité à L'orchestre du Club Dorothée)
- Les Chevaliers du Zodiaque La chanson des Chevaliers 2e générique
- Le Collège fou, fou, fou
- Conan l'aventurier
- Dragon Ball et Dragon Ball Z (générique lors de la diffusion de Dragon Ball Z sur Mangas en 2004)
- Dragon Ball GT
- Dors en paix la terre
- L'École des champions
- Flashman
- Force rouge force jaune
- Fly
- GI Joe (va toujours au combat, deuxième générique)
- Giraya
- Go Gobots
- Goldorak (Le retour de Goldorak, sous le pseudonyme de Minek)
- Goldorak, oui c'est son nom
- Grand prix
- Le Grand Sherlock Holmes
- Gu gu Ganmo
- Hey Biomango
- Jaspion
- Jeu set et match
- Je voudrais être un Bioman
- Justiciers de la paix
- Jiban
- Juliette je t'aime
- Juliette et Hugo
- La chanson des héros
- Les justiciers de l'espace
- Le plus grand des robots
- L'hymne des chevaliers
- La marche des héros
- Marc et Marie
- Mask (Cover)
- Muscleman
- Patlabor
- Pibolo
- Paul le pêcheur
- Pokemon
- Pygmalion
- Ranma 1/2
- Le Roi Arthur
- Robotech
- Sailor Moon
- Les Samouraïs de l'éternel
- Sharivan
- Sheider
- She-ra (générique de fin, J'ai le pouvoir, avec Corinne Sauvage)
- Shurato
- Spiral zone
- Silverhawk
- Smash
- Sous le signe du Zodiaque (Face B La chanson des Chevaliers)
- Transformers : Generation 1
- Turbo rangers
- Un robot, un héros
- Ultraman 80 (M6)
- Ultraman 80 (TF1)
- Willie Boy
- Wingman
- Winspector

### Participations
- Stars TV 2 (La petite fille de Sarajevo), AB disques, 1995.

## Filmographie comme acteur

### Télévision
- 1989-1994 : Salut Les Musclés (série télévisée) : Minet
- 1993 : Famille fou rire (série télévisée) : Minet
- 1994-1997 : La Croisière foll'amour (série télévisée) : Minet
- Depuis 2014 : Les Mystères de l'amour (série télévisée) : Minet

### Cinéma
- 1985 : Parking de Jacques Demy : un musicien (crédité Bernard Wantier)
- 2016 : Jeunesse (court-métrage de Shanti Masud) : Le Capitaine Diamand